# Рябок мадагаскарський
Рябок мадагаскарський (Pterocles personatus) — вид птахів родини рябкових (Pteroclidae).

## Поширення
Ендемік Мадагаскару. Поширений на заході та півдні острова. Трапляється у просторому сухому рідколіссі.

## Опис
Це міцний коротконогий птах, завдовжки близько 35 см. Оперення верхніх частин самця жовтувато-вохристого забарвлення. Груди рожеві. Нижні частини, боки, гузка і верхня частина хвоста штрихована чорно-білим. У нього є велика чорна пляма навколо дзьоба та широке жовте навколоочне кільце, які відсутні у самиць.